# Pattinaggio di figura al XVI Festival olimpico invernale della gioventù europea
Le gare di pattinaggio di figura al XVI Festival olimpico invernale della gioventù europea si sono svolte dal 25 al 27 gennaio 2023 al Palaghiaccio "Claudio Vuerich" di Pontebba, in Italia.
Sono state disputate la gara maschile e la gara femminile, per un totale di due eventi., a cui hanno preso parte esclusivamente atleti e atlete nati dal 1º luglio 2006 al 30 giugno 2008.

## Programma
| Data       | Ora (UTC+1)   | Evento                                          |
| ---------- | ------------- | ----------------------------------------------- |
| 22 gennaio | 17:30 - 19:00 | Allenamento non ufficiale maschile              |
| 22 gennaio | 19:15 - 20:30 | Allenamento non ufficiale femminile             |
| 23 gennaio | 16:00 - 18:00 | Allenamento non ufficiale maschile              |
| 23 gennaio | 18:15 - 20:00 | Allenamento non ufficiale femminile             |
| 24 gennaio | 16:30 - 20:00 | Allenamento ufficiale programma corto femminile |
| 25 gennaio | 09:30 - 11:30 | Allenamento ufficiale programma corto maschile  |
| 25 gennaio | 12:00 - 17:05 | Programma corto femminile                       |
| 25 gennaio | 17:20 - 19:50 | Programma corto maschile                        |
| 26 gennaio | 09:30 - 11:45 | Allenamento ufficiale maschile                  |
| 26 gennaio | 11:45 - 16:00 | Allenamento ufficiale femminile                 |
| 26 gennaio | 16:30 - 19:20 | Programma libero maschile                       |
| 27 gennaio | 09:00 - 13:15 | Allenamento ufficiale femminile                 |
| 27 gennaio | 13:45 - 19:20 | Programma libero femminile                      |

## Podi

### Ragazzi
| Evento                   | Oro           | Tempo  | Argento                 | Tempo  | Bronzo      | Tempo  |
| Gara maschile (dettagli) | Nikita Sheiko | 190.98 | Konstantin Supatashvili | 189.00 | Naoki Rossi | 185.51 |

### Ragazze
| Evento                    | Oro           | Tempo  | Argento       | Tempo  | Bronzo         | Tempo  |
| Gara femminile (dettagli) | Iida Karhunen | 171.79 | Anna Pezzetta | 167.96 | Noelle Streuli | 162.34 |

## Medagliere
| Pos.   | Paese     | Oro | Argento | Bronzo | Totale |
| ------ | --------- | --- | ------- | ------ | ------ |
| 1      | Finlandia | 1   | 0       | 0      | 1      |
| 1      | Israele   | 1   | 0       | 0      | 1      |
| 3      | Georgia   | 0   | 1       | 0      | 1      |
| 3      | Italia    | 0   | 1       | 0      | 1      |
| 5      | Polonia   | 0   | 0       | 1      | 1      |
| 5      | Svizzera  | 0   | 0       | 1      | 1      |
| Totale | Totale    | 2   | 2       | 2      | 6      |